# A Force of One
A Force of One is een Amerikaanse martialartsfilm uit 1979 met in de hoofdrollen Chuck Norris, Jennifer O'Neill, Ron O'Neal, Clu Gulager en Bill Wallace. De film werd geregisseerd door Paul Aaron en geschreven door Pat E. Johnson en Ernest Tidyman. De film werd uitgebracht door American Cinema Productions.

## Verhaallijn
Een team van undercoveragenten van de narcotica afdeling wordt een voor een vermoord door een seriemoordenaar, die gebruikt maakt van martialstechnieken. De politie besluit karatekampioen Matt Logan (Chuck Norris) te rekruteren om een einde te maken aan de moorden. Narcotica-officier Amanda "Mandy" Rust (Jennifer O'Neill) komt tot de ontdekking dat een verrader binnen de politierangen achter de moorden zit.

## Rolverdeling
| Acteur            | Personage           |
| ----------------- | ------------------- |
| Jennifer O'Neill  | Amanda "Mandy" Rust |
| Chuck Norris      | Matt Logan          |
| Clu Gulager       | Dunne               |
| Ron O'Neal        | Rollins             |
| Bill Wallace      | Sparks              |
| Eric Laneuville   | Charlie Logan       |
| James Whitmore Jr | Moskowitz           |
| Clint Ritchie     | Melrose             |
| Pepe Serna        | Orlando             |
| Ray Vitte         | Newton              |
| Taylor Lacher     | Bishop              |
| Lisa James        | Harriett            |
| Chu Chu Malave    | Rudy                |
| Kevin Geer        | Johnson             |
| Eugene Butler     | Murphy              |
| Mel Novak         | The Announcer       |
| Kevin Geer        | Johnson             |
| Karen Oberdiear   | Alice               |

## Ontvangst

### Kritische reacties
Todd McCarthy van Variety schreef: "Hoewel de plot vergezocht is en de productiewaarden niet veel beter zijn dan die van tv, zullen de sympathieke hoofdrolspelers en de sterke karatescènes het beoogde publiek overtuigen." Kevin Thomas van de Los Angeles Times noemde het "een snelle, strakke, knap gefotografeerde thriller... gemaakt met meer vakmanschap dan de meeste martial arts-films." Gene Siskel van de Chicago Tribune gaf de film twee van de vier sterren en noemde het "gewoon een slecht excuus voor een hoop gevechten." K.C. Summers van The Washington Post schreef: "Het is best goed. Niet alleen gaat het sneller dan menig film met een hoger budget, maar het gebeurt zonder veel gore - geen geringe prestatie in een martial arts film .... Een ander pluspunt is dat de romantische hoofdrolspelers, Jennifer O'Neill en Chuck Norris, elkaar echt aardig lijken te vinden; ze zijn ontspannen en op hun gemak voor de camera, en hun scènes samen zijn een genot om naar te kijken."  